# Valerie (canción de Steve Winwood)
«Valerie» es una canción escrita por el músico y compositor británico Steve Winwood y Will Jennings, y grabada originalmente por Winwood para su tercer álbum en solitario, Talking Back to the Night (1982).

## Antecedentes
La canción trata sobre un hombre que recuerda un amor perdido que espera encontrar nuevamente algún día. En una entrevista con Songfacts, Will Jennings dijo: «Valerie es una persona real, cuya identidad no revelaré. Estaba casi en la cima del mundo en su profesión y dejó que se le escapara. Era una querida amiga y este fue mi homenaje para ella». Sin embargo, se ha alegado que se trataba de la cantante Valerie Carter.
En su lanzamiento original, el sencillo alcanzó el puesto 51 en la lista de sencillos del Reino Unido y el número 70 en Billboard Hot 100 de los Estados Unidos.
En 1987, se incluyó un remix de Tom Lord-Alge como sencillo del álbum recopilatorio Chronicles de Winwood. La versión remezclada de «Valerie» subió al número 9 en el Billboard Hot 100 a finales de diciembre de 1987, y también alcanzó el número 19 en el Reino Unido. Ambas versiones también alcanzaron el puesto 13 en la lista Mainstream Rock Tracks de EE. UU.

## Legado
DJ Falcon recordó en una entrevista que él y Thomas Bangalter, como dúo llamado Together, habían sampleado «Valerie» para crear una pista que usaban en sesiones de DJ. Falcon agregó que el dúo no tenía intención de lanzarlo como sencillo, a pesar de la demanda de varios medios.
Más tarde, Eric Prydz probó la canción en 2004 para una pista de música house y se la presentó a Winwood, quien quedó tan impresionado con lo que había hecho Prydz que volvió a grabar las voces para que encajaran mejor en la pista. Fue lanzada como «Call on Me» ese mismo año. La canción fue, a su vez, sampleada en «Pass Out» de 2009 del cantante Chris Brown (junto a Eva Simons) en su álbum Graffiti, también coproducido por Prydz.

## Lista de canciones
| Sencillo de 1982 |                    |          |  |
| N.º              | Título             | Duración |  |
| 1.               | «Valerie»          |          |  |
| 2.               | «Slowdown Sundown» |          |  |

| Sencillo 7" de 1987 |                                            |          |  |
| N.º                 | Título                                     | Duración |  |
| 1.                  | «Valerie»                                  |          |  |
| 2.                  | «Talking Back to the Night» (instrumental) |          |  |

| Sencillo CD y 12" de 1987 |                                            |          |  |
| N.º                       | Título                                     | Duración |  |
| 1.                        | «Valerie»                                  |          |  |
| 2.                        | «Talking Back to the Night» (instrumental) |          |  |
| 3.                        | «The Finer Things» (12" version)           |          |  |

## Posicionamiento en listas

### Versión de 1982
| Lista (1982)                       | Mejor posición |
| ---------------------------------- | -------------- |
| Australia (Kent Music Report)      | 98             |
| Canada Top Singles (RPM)           | 34             |
| Reino Unido (UK Singles Chart)     | 51             |
| Estados Unidos (Billboard Hot 100) | 70             |
| Estados Unidos (Mainstream Rock)   | 13             |

| Lista (1987-1988)                   | Mejor posición |
| ----------------------------------- | -------------- |
| Australia (Kent Music Report)       | 17             |
| Canada Top Singles (RPM)            | 17             |
| Canada Adult Contemporary (RPM)     | 3              |
| Finlandia (Suomen virallinen lista) | 20             |
| Irlanda (IRMA)                      | 19             |
| Nueva Zelanda (Recorded Music NZ)   | 41             |
| UK Singles (OCC)                    | 19             |
| Billboard Hot 100                   | 9              |
| Estados Unidos (Adult Contemporary) | 2              |
| Album Rock Tracks (Billboard)       | 13             |

| Lista (1988)                      | Posición |
| --------------------------------- | -------- |
| Billboard Hot 100                 | 96       |
| US Adult Contemporary (Billboard) | 21       |

## Certificaciones
| País        | Certificación | Ventas  |
| ----------- | ------------- | ------- |
| Reino Unido | Plata         | 200 000 |